# Tro håb og hornmusik
|  | Denne artikel er oprettet af botten PalnaBot ud fra en ekstern database. Den kan derfor have sproglige fejl eller mangler. Denne skabelon kan fjernes efter kontrol af indholdet. |

Tro håb og hornmusik er en film instrueret af Rosa Taramaya Huss, Nelle Renberg Andersen.

## Handling
Med huller i tøjet og stolthed i blikket spiller en flok drenge med en barsk fortid på ramponerede messingblæsere. Vi er i Kampala, Uganda, hvor musik er hjertet i børnehjemmet Mlisada. Her bor 80 tidligere gadebørn. De lærer at spille blæseinstrumenter i et hornorkester og hver uge spiller de koncerter for at tjene til føden. Vi møder Julius Tuba (18 år) og Julius Trækbasun (15 år), der begge elsker musikken mere end noget andet. Musikken og fællesskabet i bandet giver de forældreløse unge en tro på, at de kan noget og en følelse af at høre til. De har det godt nu som en del af bandet, men fortidens skygger lurer stadig under overfladen. I Uganda er 2,5 mio. børn under 18 år forældreløse ' 1,2 mio. på grund af HIV/AIDS (Unicef 2007)